# Буру-Кая
Буру́-Кая́, Бури́-Кая́ (крим. Börü Qaya, від крим. бьору — «вовк», також Бу́рун-Кая́, крим. Burun Qaya) — велика скеля поблизу вершини гори Аю-Даг. На скелі знаходиться так зване «Кільцеве укріплення», яке пов'язують з поселенням VIII—IX століть.

Буру-Кая на мапі.